# Alice Koubová
Alice Koubová (* 18. května, 1974, Roudnice nad Labem) je česká filosofka působící na Filozofickém ústavu Akademie věd ČR a vysokoškolská pedagožka vyučující na Akademii múzických umění. Od roku 2021 působí na Divadelní fakultě Akademie múzických umění jako proděkanka pro vědu a výzkum. Zabývá se performativní filosofií, post-fenomenologií, empatií, tělesností, uměleckým výzkumem a etikou hry.

## Profesní život
V roce 2001 získala doktorský titul v oboru matematika na Matematiko-fyzikální fakultě Univerzity Karlovy za práci na téma Finite Volume Method for the Compressible Flow, za kterou ji byla udělena Cena Josefa Hlávky. Následně v roce 2003 získala titul DEA (Diplome des Études Approfondies) na Université de Geneve v oblasti Filosofie osoby, fenomenologie, epistemologie, etika (Philosophie de la personne, phénoménologie, epistémologie, ethique). V roce 2005 ukončila doktorské studium na Université Paris X v oboru systematické filozofie. V roce 2020 získala docenturu.
V letech 2000 až 2005 byla vědeckou pracovnicí Centra teoretických studií AV ČR v rámci Centra fenomenologických bádání.
V letech 2005 až 2008 působila jako vědecká pracovnice Katedry filosofie a dějin přírodních věd na Přírodovědecké fakultě University Karlovy v Praze.
Od roku 2008 je jejím působištěm Oddělení současné kontinentální filosofie na Filozofickém ústavu Akademie věd ČR. Od roku 2003 působí rovněž na Divadelní fakultě AMU jako vyučující a od roku 2021 zde působí jako proděkanka pro vědu a výzkum a etická mediátorka. Zasazuje se o rozvoj možností uměleckého výzkumu, etické kultury, nových formátů komunikace poznání. Jedním z klíčových témat, kterému se ve své vědecké práci zabývá, je performance a performativita ve filosofi.
V roce 2017 získala v tomto oboru cenu za popularizaci udělovanou Filozofickým ústavem Akademie věd ČR za její příspěvek k rozvoji spolupráce mezi filosofií a uměleckými scénami a za podporu celospolečenské diskuze aktuálních sociopolitických témat. Svůj výzkum rozvíjí ve spolupráci mnoha českými i zahraničními institucemi, např. Philosophy on Stage, Vídeň; Mbody. Research in Media, Somatics, Dance and Philosophy, Freiburg; Soundcheck Philosophy, Halle; TEAK, Helsinki; Zentrum für Performance Studies, Universität Bremen; Theatre Academy Malmö, Lund University, AVU, JAMU apod. Podílí se rovněž na projektech s českými divadly, festivaly a uměleckými institucemi (Národní Divadlo, Bazaar festival, TANTE HORSE, Palác Akropolis, Studio Alta, Alfréd ve Dvoře, Divadelní ústav, SNG Bratislava, Diera do světa, Ekologické dny Olomouc, Tabook, Divadelní svět Brno), a to především formou přípravy a vedení veřejných diskuzí na politicko-umělecká témata, performativních přednášek, dramaturgie a poskytování zpětné vazby.
Kromě otázek spojujících umění a filosofii se rovněž zaměřuje na výzkumy, které jsou v bezprostředním vztahu k veřejnému prostoru.
V letech 2018-2021 byla členkou řešitelského týmu grantového projektu TAČR TL01000430 „Nástroje rozvíjení etické kultury v české státní správě“, ve kterém se zabývala konkrétními způsoby analýzy a implementace nástrojů etické kultury na konkrétních institucích české státní správy.
Od roku 2020 je koordinátorkou programu Strategie AV21 "Formy a funkce komunikace" a následně od roku 2021 „Odolná společnost pro 21. století“ který zastřešuje spolupráci dvanácti ústavu Akademie věd a mnoha veřejných institucí na dané téma.
Od roku 2022 je jedním ze spoluřešitelů projektu ECELES s názvem Národní institut pro výzkum socioekonomických dopadů nemocí a systémových rizik, ve kterém vede pracovní tým Systémy resilience.
Je matkou dvou dětí. V roce 2010 se stala zakladatelkou a první ředitelkou lesní školky Cestička v Praze Kbely http://www.spolekcesticka.cz/

## Ocenění
- 2022: Nominace knihy Terény performance na Cenu divadelních novin
- 2020: Nominace knihy Myslet z druhého místa na Cenu divadelních novin
- 2019: Cena předsedkyně AVČR Za popularizaci nebo propagaci výzkumu, experimentálního vývoje a inovací pro rok 2019
- 2017 : Cena za popularizaci FLÚ AVČR, za tvůrčí vědeckou práci v oblasti Performativní filosofie, za rozvoj spolupráce mezi filosofií a uměleckými scénami a za podporu celospolečenské diskuze aktuálních socio-politických témat
- 2014: Prémie Otto Wichterle udělená AVČR za tvůrčí vědeckou práci v oblasti Performativní filosofie
- 2008: Cena Libellus Primus, Vzdělávací nadace Jana Husa, za knihu Mimo princip identity.
- 2001: Udělení Ceny Josefa Hlávky nadací Nadání za disertační práci Finite Volume Method for the Compressible Flow.
- 1998: Čestné uznání Ministra školství České republiky „Talent 97“ za odbornou práci.

## Publikace
- Play and Democracy. London and New York: Routledge, 2022. 264 s. ISBN 978-0-367-64127-6.
- Terény performance. Praha: AMU, 2021. 526 s. ISBN 978-80-7331-581-8
- Myslet z druhého místa: K otázce performativní filosofie. Praha : AMU, 2020. 168 s. ISBN 978-80-7331-511-5.
- Donald Winnicott a politická teorie' Praha : Filosofia, 2020. 87 s. ISBN 978-80-7007-622-4.
- Artistic Research: Is There Some Method?. Praha : Namu, 2017. 191 s. ISBN 978-80-7331-472-9.
- Self-Identity and Powerlessness. Leiden : Brill, 2013. 244 s. ISBN 978-90-04-25498-5.
- Mimo princip identity. Praha : Filosofia, 2007. 396 s. ISBN 978-80-7007-252-3.
- Umwelt – koncepce živého světa Jakoba von Uexkülla. Praha : Filosofia, 2006. 200 s. ISBN 80-86818-24-1.